# Stazione di Monteroni d'Arbia
La stazione di Monteroni d'Arbia è una stazione ferroviaria della linea Siena-Grosseto situata a Monteroni d'Arbia, in provincia di Siena.
È classificata nella categoria Bronze di RFI.
Il servizio passeggeri è svolto in esclusiva da parte di Trenitalia, controllata del gruppo Ferrovie dello Stato, per conto della Regione Toscana. I treni sono di tipo Regionale e Regionale veloce. In totale sono circa trenta i treni che effettuano servizio in questa stazione e le loro principali destinazioni sono: Siena, Grosseto, Firenze Santa Maria Novella, Empoli, Buonconvento e Orbetello.